# Oldřiška Marešová
Oldřiška Marešová (née le 14 octobre 1986 à Litoměřice) est une athlète tchèque, spécialiste du saut en hauteur.

## Carrière
Elle détient un record de 1,92 m obtenu le 8 mai 2012 à Olomouc. Elle remporte la Première Ligue des Championnats d'Europe d'athlétisme par équipes 2015.

## Palmarès
| Date | Compétition                          | Lieu      | Résultat | Marque |
| ---- | ------------------------------------ | --------- | -------- | ------ |
| 2003 | Fest. olympique de la jeunesse euro. | Paris     | 3e       | 1,82 m |
| 2010 | Championnats d'Europe par équipes    | Budapest  | 3e       | 1,89 m |
| 2011 | Universiade                          | Shenzhen  | 6e       | 1,86 m |
| 2012 | Championnats d'Europe                | Helsinki  | qual.    | 1,83 m |
| 2012 | Jeux olympiques                      | Londres   | qual.    | 1,80 m |
| 2015 | Championnats d'Europe en salle       | Prague    | qual.    | 1,87 m |
| 2015 | Championnats d'Europe par équipes    | Héraklion | 1re      | 1,88 m |
| 2015 | Championnats du monde                | Pékin     | qual.    | 1,89 m |